# DR-Baureihe ORT 137.7
Die DR-Baureihe ORT 137.7 sind Oberleitungs-Revisionstriebwagen der Deutschen Reichsbahn. Die sechs Triebwagen vom VEB Waggonbau Görlitz sind Nachbauten einer Serie, die mit vier Exemplaren bereits 1957 an die polnische Eisenbahngesellschaft Polskie Koleje Państwowe (PKP) und 1963 und 1964 mit 27 Exemplaren an die Tschechoslowakische Staatsbahn Československé státní dráhy (ČSD) geliefert wurden.
Die Fahrzeuge waren bis Ende der 1990er Jahre im Einsatz, einige davon sind erhalten geblieben.

## Einsatz bei den PKP
1957 erhielt die Polnische Staatsbahn PKP vier Fahrzeuge mit der Bezeichnung 090750–090753. Sie besaßen die bei den PKP gebräuchlichen Scheinwerfer sowie eine Ausrüstung für die Arbeit an Fahrleitungen mit 3 kV Gleichspannung. Die weitere Verwendung und der Verbleib der Fahrzeuge ist unbekannt.

## Einsatz bei den ČSD

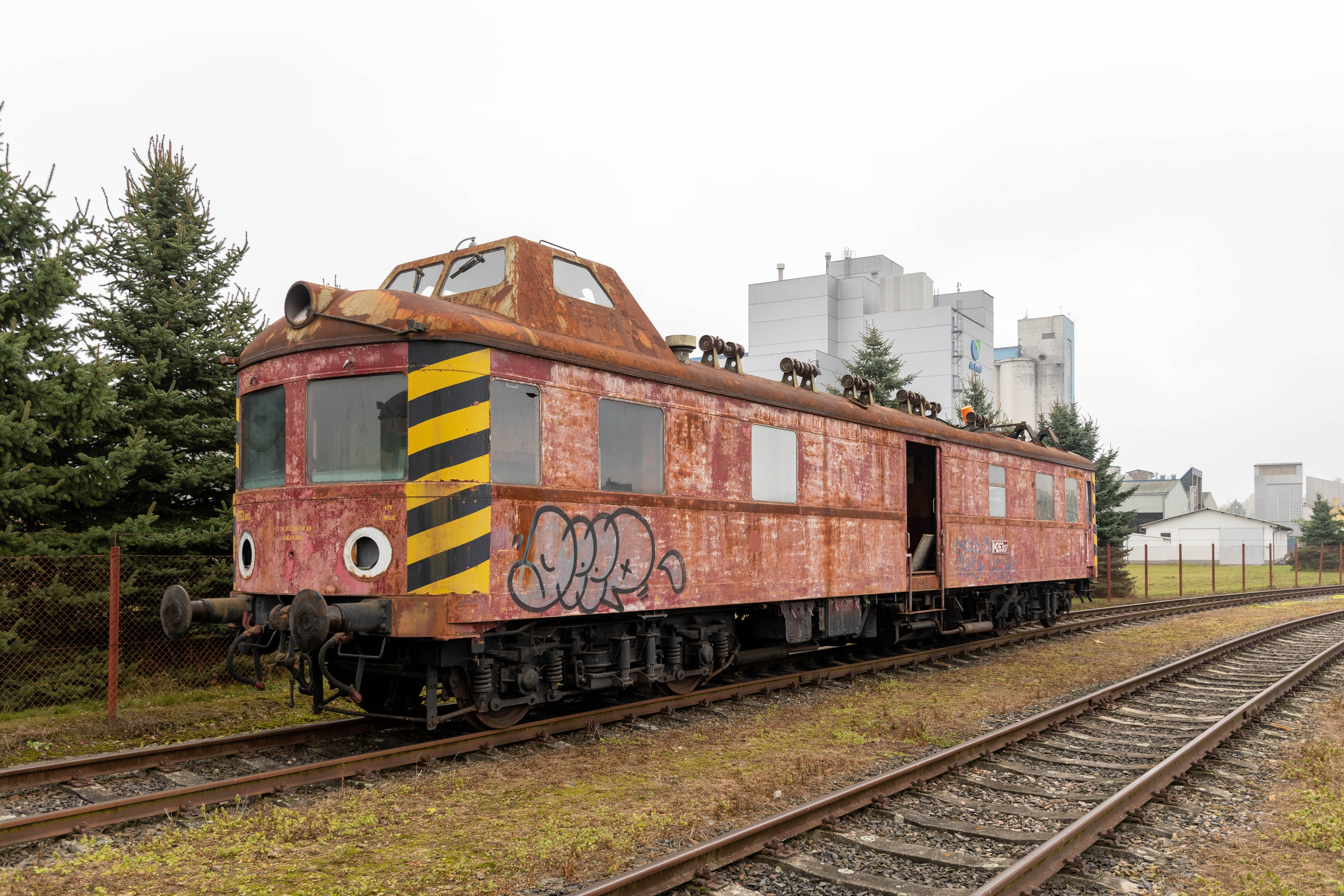
Triebwagen M 263.0017

Der erste Triebwagen wurde 1963 an die Tschechoslowakische Staatsbahn ČSD geliefert. 1964 folgten 26 weitere Fahrzeuge, sie erhielten die Betriebsnummern M 263.0001–0027. Mit der Einführung von EDV-Nummern 1988 wurden sie in 894 001–027. Die Fahrzeuge waren mit zwei Arbeitsbühnen ausgestattet, die hydraulisch ausgefahren werden konnten. Die kleine Bühne war für Arbeiten an der Fahrleitung mit 25 kV bei 50 Hz Wechselspannung vorgesehen, die große für Arbeiten im Gleichspannungsnetz mit 3 kV. Die Fahrzeuge wurden von zwei Motoren von Tatra angetrieben, die je 88 kW leisteten. Sie galten als die am besten ausgerüsteten Fahrzeuge auf den Gleisen der ČSD, ihr Nachteil war die geringe Zuverlässigkeit der Zweimotoren-Antriebsanlage. Etwa in der Zeit der 1980er/1990er Jahre wurden alle ausgemustert, der letzte erhaltene Wagen ist der 894 017, er befindet sich im Depot Šumperk.

## Einsatz bei der Deutschen Reichsbahn
Da die Deutsche Reichsbahn ihr elektrisches Streckennetz immer weiter ausbaute, reichten die vorhandenen zweiachsigen Oberleitungsrevisionstriebwagen  ORT 135.7 nicht mehr aus und so wurden 1968 weitere sechs Oberleitungsrevisonstriebwagen beschafft. Diese waren vierachsige Fahrzeuge mit Drehgestellen, sie wurden ebenfalls vom VEB Waggonbau Görlitz hergestellt. Die sechs Fahrzeuge wurden bei ihrer Auslieferung als ORT 137 710 bis 715, ab 1970 als 188 200 bis 205, bezeichnet, 1992 erfolgte die Einordnung in die Baureihe 708.2. Zuletzt eingesetzt wurden die Triebwagen von den Bahnstromwerken Rostock, Halle, Dresden, Cottbus und Leipzig.
1995 wurde als erstes der 708 202 abgestellt und nach seiner Ausmusterung im Januar 1996 an das Verkehrsmuseum Dresden abgegeben, alle anderen wurden bis zum 30. Juni 1998 abgestellt und ausgemustert. Der 708 201 (früher 137 711) gehört dem Eisenbahnmuseum Weimar. Der 708 205 erhielt kurz danach wieder eine Hauptuntersuchung und wurde bis zum Ablauf der Sechjahresfrist von Stendal gemeinsam mit dem 708 301 eingesetzt. Beide wurden zum 1. November 2004 ausgemustert und im Ausbesserungswerk Wittenberge (WWX) abgestellt. Der 708 301 wurde vermutlich verschrottet.
Der 708 205 wurde von Siemens erworben und beim Bau des Suvarnabhumi Airport Rail Link der State Railway of Thailand eingesetzt. In Bangkok ist er seit dem 26. August 2013 im Einsatz.

## Aufbau und Ausstattung
Die mit Stahlblech verkleidete Leichtbau-Stahlschweißkonstruktion ist so gebaut, dass sie das eigene und das Gewicht der Hubarbeitsbühne aufnehmen kann. An beiden Fahrzeugenden verfügen die Triebwagen über eine Zug- und Stoßeinrichtung mit Schraubenkupplung und Hülsenpuffern. Die Fahrzeuge werden über zwei mittig liegende Doppelschiebetüren oder über diagonal versetzt angeordnete, nach innen öffnende Klapptüren an beiden Fahrzeugenden zum Führerstand betreten. An den Führerraum 1 schließt sich der 4,3 Meter lange abgetrennte Aufenthaltsraum an, dieser ist mit Schränken, Stühlen und einem Tisch ausgestattet. In der Fahrzeugmitte ist die Hydraulik für die Hubarbeitsbühne und der Toilette vorhanden, nach einer Drehtür folgt der 9,6 Meter lange Werkstattraum, von dem auch die Toilette betreten wird. Hier im Werkstattraum ist Platz für Ersatzteile und Werkzeuge sowie Werkbänke und den Beobachtungsdom, danach folgt der zweite baugleiche Führerstand 2. Der Dom dient der Beobachtung des Stromabnehmerlaufs und als Ausstieg auf das Dach, auf dem eine 6,31 Meter lange feste Arbeitsplattform und die um 1,6 Meter hydraulisch zu hebende Arbeitsbühne angebaut sind. Dahinter folgt der Messstromabnehmer, ein Scherenstromabnehmer der Bauart RBS 58. Dieser ist mit Skalen für den Seitenausschlag und die Höhe des Fahrdrahtes versehen.

## Laufwerk und Bremsen
Die Wagen der Baureihe ORT 137 laufen auf zwei zweiachsigen Drehgestellen mit einem Achsstand von jeweils 2700 Millimetern. Unter dem Dom liegt das Laufdrehgestell, unter dem Aufenthaltsraum das Triebdrehgestell. Angetrieben wird bei den Fahrzeugen der DR nur der innen liegende Radsatz.
Die selbsttätige indirekte Knorr-Druckluftbremse wirkt als Klotzbremse auf alle Achsen beidseitig, zusätzlich ist eine direkte Bremse vorhanden. Zum Feststellen ist in jedem Führerstand eine Spindelhandbremse vorhanden, die auf das jeweilige Drehgestell wirkt.

## Antrieb und elektrische Ausrüstung
Alle Fahrzeuge der Deutschen Reichsbahn verfügten über einen Sechszylinder-Dieselmotor des VEB Elbewerk Roßlau vom Typ 6 VD 18/15-1, dieser leistet 132 kW (180 PS) bei einer Drehzahl von 1500 min−1. Das Drehmoment wird über eine Strömungskupplung und Gelenkwellen durch ein Sechsgang-Elektroschaltgetriebe auf das Radsatzwendegetriebe übertragen.
Für Beleuchtung und Steuerung ist ein 24-Volt-Bordnetz vorhanden. Dieses wird durch eine Lichtmaschine vom Fahrmotor oder durch einen Generator vom Bordstromagreggat gespeist. Dies hat einen Dieselmotor vom Typ 2 VD 12,5 9 SRL und versorgt auch die Werkzeuge und die Hydraulik für die Hubarbeitsbühne mit einer Leistung von 9,5 kW. An das 24-V-Netz sind die Sicherheitsfahrschaltung und eine Wechselsprechanlage angeschlossen. Das Bordstromagreggat befindet sich unter der Plattform des Beobachtungsdoms.